# 幸村誠
幸村 誠（ゆきむら まこと、1976年5月8日 - ）は、日本の漫画家。男性。神奈川県横浜市出身。多摩美術大学美術学部中退。血液型B型。既婚、三児の父。
1999年に『モーニング』（講談社）にて発表した『プラネテス』でデビュー。『月刊アフタヌーン』（同）において『ヴィンランド・サガ』を連載した。宇宙作家クラブ会員。

## 来歴
大学中退後、守村大のアシスタントを経て、1999年『モーニング』にてスペースデブリの掃除屋を描いたSF漫画『プラネテス』でデビュー。『プラネテス』は同誌で不定期連載となり、2002年に星雲賞コミック部門を受賞した。また2003年にはNHK BS2でアニメ化もされ、2005年に星雲賞メディア部門を受賞した（全26話）。
2004年4月13日号の『イブニング』に、新選組の沖田総司の晩年を描いた読み切り作品「さようならが近いので」を掲載。
2005年4月から北欧のヴァイキング(Viking)を描いた歴史漫画『ヴィンランド・サガ』を連載開始した。当初は『週刊少年マガジン』にて毎号連載だったのだが、幸村の遅筆が原因で休載がしばしばあり10月で連載を中断。同年12月より『月刊アフタヌーン』に移り連載を再開した。
2009年に第13回文化庁メディア芸術祭マンガ部門大賞を受賞（受賞作は『ヴィンランド・サガ』）。
2012年に第35回講談社漫画賞一般部門を受賞（受賞作は同上）。
2013年には『プラネテス』の作者として、日本宇宙フォーラム主催の「第2回 人類の持続的宇宙開発利用のための国際シンポジウム」にて特別講演した。

### 人物
ステッドラー製の三角定規を愛用。
また、『もやしもん』の石川雅之と親交があり、2007年には京都精華大学にて対談形式の講演会もおこなっている。

## 作品リスト

### 漫画
- 『プラネテス』[9] - 『モーニング』（1999年 - 2004年、全4巻）
- 「宇宙葬」 - 『Quick Japan』Vol.41（2002年2月）pp.4-5,78-80（冒頭2pカラー） ISBN 978-4-87-233652-8
  - のちに『プラネテス公式ガイドブック 2075年宇宙への挑戦』（ISBN 978-4-06-334845-3）へ収録。
- 「さようならが近いので」 - 『イブニング』（2004年8号）
  - のちに『ヴィンランド・サガ』23巻（ISBN 978-4-06-517507-1）へ収録。
- 『ヴィンランド・サガ』 - 『週刊少年マガジン』（2005年4月 - 10月）→『月刊アフタヌーン』（2005年12月 - 2025年9月号[10]、既刊28巻）
- 「イノシシの牙 〜イソップ童話より〜」 - 『We are 宇宙兄弟』Vol.02（2011年3月）pp.17-20（フルカラー） ISBN 978-4-06-389539-1 [11]

### イラスト
- 『SFマガジン』2002年2月号表紙画（創刊550号記念特大号）
- 小川一水『第六大陸』カバー画（ハヤカワ文庫SF、全2巻、2003年）

### その他
- 『ふたごのプラネテス』2004年12月講談社モーニングKCピース（ISBN 4-06-364615-7）に「プラネテス」のPHASE 2「地球外少女」のほか「僕は女の子が大好きです。」などを掲載し、付録DVDのオーディオ・コメンタリーに田中一成と出演。
- 2011年には安彦良和『愛蔵版 機動戦士ガンダム THE ORIGIN』第8巻（VIII オデッサ編）の巻末に寄稿[12]。
- 『ガンダムエース』2012年1月号にてガンダム4コマを4本描いている[13]。

## インタビュー・対談記事

### 雑誌
- 『Quick Japan』Vol.41（2002年2月）特集「SFマンガ新時代宣言」pp.4-5,54-80（うちインタビュー部分はpp.56-59） ISBN 978-4-87-233652-8
- 『コミッカーズ』2003年冬号「Space SF対談 幸村誠×太田垣康男」

### Web
- 漫画家リレー訪問記 2002年9月号／幸村誠先生：日本漫画学院Web（Internet Archive）[注 1]
- まんがのチカラ『幸村誠先生』 その1 (2008年01月07日) | まんが☆天国（Internet Archive）[注 2]
- まんがのチカラ『幸村誠先生』 その2 (2008年01月14日) | まんが☆天国（Internet Archive）
- まんがのチカラ『幸村誠先生』 その3 (2008年01月21日) | まんが☆天国（Internet Archive）
- 幸村誠（漫画家）×平本正宏　対談 『2001年宇宙の旅』から12年経って | TeknaTokyo（2013年12月10日付）[注 3]
- 【SF企画】幸村誠先生取材（漫画家） | KENBUNDEN – 見たい、聞きたい、伝えたい（2014年4月28日付） [注 4]
- 金井暁×吉川きっちょむのマンガ語りvol.1　イベントレポート【前編】 | マンバ（2022年12月14日付）[注 5]
- 金井暁×吉川きっちょむのマンガ語りvol.1　イベントレポート【後編】 | マンバ（2022年12月21日付）[注 5]

## 北欧紙による取材
2006年11月下旬、「ヴィンランド・サガ」の連載を聞きつけたノルウェーの新聞「アフテンポステン」紙の記者・ビョルケングと、スウェーデンのコミック協会会長・ストロンバーグの訪問取材を仕事場で受けている。両名は本物のヴァイキングの末裔で、資料として仕事場に置いてあったヴァイキングの斧と盾で幸村とチャンバラを演じた。取材の様子は、『月刊アフタヌーン』2007年2月号に掲載された。また、ストロンバーグのブログにも掲載されている。